# 251642 Leonardodicaprio
251642 Leonardodicaprio este o planetă minoră (asteroid), cu un diametru de 5,275 km, din centura de asteroizi. A fost descoperită pe 13 iunie 2010 la Wise Observatory⁠(d) de Wide-field Infrared Survey Explorer⁠(d) și a fost numită după Leonardo DiCaprio. 
Obiectul prezintă o orbită caracterizată de o semiaxă mare de 3,1301438766025 UAi, o excentricitate de 0,22799529582498, o înclinație de 18,219993998641 ° în raport cu ecliptica.